# Hochzeitskegel
Der Hochzeitskegel oder die Hochzeits-Kegelschnecke (Conus sponsalis) ist eine Schnecke aus der Familie der Kegelschnecken (Gattung Conus), die im Indopazifik verbreitet ist und sich von Vielborstern – insbesondere Nereididae und Eunicidae – ernährt.

## Merkmale
Conus sponsalis trägt ein kleines bis mäßig kleines, mäßig leichtes bis mäßig festes Schneckenhaus, das bei ausgewachsenen Schnecken 1,5 bis 3,5 cm Länge erreicht. Der Körperumgang ist kegelförmig bis breitbauchig kegelförmig, selten leicht birnförmig, der Umriss zum Apex hin konvex und zur Basis hin gerade. Die Gehäusemündung hat bei großen Tieren oft in der Mitte einen auffälligen spiraligen Kamm. Die Schulter ist gerundet bis gewinkelt bis gerundet und schwach bis deutlich mit Tuberkeln besetzt. Das Gewinde ist niedrig bis mittelhoch, sein Umriss konkav bis konvex. Der Protoconch hat etwa 4 bis 5 Umgänge und misst maximal 0,7 mm. Die ersten Umgänge des Teleoconchs sind mit feinen Tuberkeln besetzt. Die Nahtrampen des Teleoconchs sind flach bis leicht konkav mit 1 bis 4 spiraligen Rillen, die an den späteren Umgängen vergehen. Der Körperumgang ist auf der Hälfte zur Basis hin mit feinen, körnigen spiraligen Rippen überzogen.
Die Grundfarbe des Gehäuses ist weiß, bei der Form nanus meist mit einem auffälligen blauen Schatten. Der Körperumgang hat meist ein Farbmuster aus rötlich-braunen, in 2 spiraligen Reihen angeordneten axialen Flammen, die oft in ihrer Größe reduziert oder zu Banden verschmolzen sind. Die Basis und der basale Teil der Spindel sind violettblau. Die Nahtrampen des Teleoconchs sind zwischen den Tuberkeln rötlich bis schwärzlich braun gefleckt. Das Innere der Gehäusemündung ist tiefer im Gehäuse dunkel bläulich-violett.
Das dünne, durchscheinende, glatte Periostracum ist gelb bis braun, an der Wachstumskante und bei großen Tieren manchmal dicker und undurchsichtig.
Bei der Form nanus ist das Muster des Körperumgangs entweder auf wenige Flecken und eine kleine Anzahl gepunkteter oder gestrichelter spiraliger Linien reduziert oder fehlt gänzlich, das Muster des Gewindes entweder zu Flecken und Punkten zwischen den Tuberkeln reduziert oder fehlt ganz, und die Gehäusemündung hat einen hellvioletten Farbton, darüber hinaus aber auch einen stärker betontem braunen und blauen Farbton.
Der Fuß ist schmal mit einer blassrosafarbenen oder weißen, mit länglichen hellweißen Markierungen gefleckten Oberseite: Der Vorderabschnitt hat oft dichte rote Streifen oder ist durchgehend rosa mit 2 seitlichen roten Flecken, gelegentlich mit einem dunkelgrauen Fleck in der Mitte, der Hinterabschnitt gelegentlich rot. Die Fußsohle ist rot mit weißen Längsstreifen oder wechselnd geformten Flecken, meist einheitlich rosa schattiert und mit roten Enden, bei manchen Tieren einfarbig rosa. Das Rostrum und die Fühler sind wechselnd rot und weiß. Der Sipho ist weiß bis rot mit axialen weißen Markierungen und einer dunkler rosafarbenen bis roten Spitze, gelegentlich ganz rosa.
Die mit einer Giftdrüse verbundenen, kleinen Radula-Zähne haben an der Spitze einen Widerhaken und auf der Gegenseite eine Schneide. Sie sind von der Basis des Widerhakens an entlang der Schneide gesägt. Der Schaft hat zwei Einschnürungen direkt hinter der Schneide und an der Basis. Am Knötchen an der Basis sitzt ein Sporn.

## Verbreitung und Lebensraum
Conus sponsalis ist im gesamten Indopazifik verbreitet, so vom Roten Meer und der Küste Ostafrikas (Mosambik) und Südafrikas über Aldabra, Chagos und die Maskarenen bis nach Neuseeland und Australien (New South Wales, Northern Territory, Queensland, Western Australia).
Er ist sehr häufig auf Korallenbänken der Gezeitenzone, seltener auf Korallenriffen unterhalb der Gezeitenzone, wobei manche Tiere bis in Tiefen von 100 m verschleppt werden. Er hält sich meist an der Oberfläche des Untergrundes sowohl an geschützten als auch an exponierten Stellen auf. In der Gezeitenzone lebt er auf Beachrock und Kalkstein, mit Sand und Algen in kleinen sandgefüllten Vertiefungen, Korallengeröll und Felsspalten, seltener auf größeren Sandflächen oder nacktem Kalkstein. Unterhalb der Gezeitenzone lebt er auf Riffflächen, Zinnen von Lagunen und in Tiefen bis etwa 18 m auf Sand oder Rifffelsen aus Kalkstein mit Algenrasen, Korallengeröll und Felsspalten in toten Korallen.
Die typische Form und die Form nanus kommen in manchen gemischten Populationen gemeinsam vor, doch gibt es meist nur eine Form, oder eine Form dominiert.

## Entwicklungszyklus
Wie alle Kegelschnecken ist Conus sponsalis getrenntgeschlechtlich, und das Männchen begattet das Weibchen mit seinem Penis. Bei der Form nanus haben die in den Eikapseln befindlichen Eier einen Durchmesser von etwa 135 µm, woraus geschlossen wird, dass die Veliger-Larven mindestens 29 Tage lang frei schwimmen, bevor sie niedersinken und zu kriechenden Schnecken metamorphosieren.

## Ernährung
Die Beute von Conus sponsalis besteht aus erranten Vielborstern insbesondere der Familien Nereididae und Eunicidae, die er mit seinen Radulazähnen sticht und mithilfe des Gifts aus seiner Giftdrüsen immobilisiert.